# Mikael Tisell
Mikael Tisell är en ishockeytränare från Stockholm som leder KRIF Hockeys A-lag i Hockeyettan. Tisell har varit huvudtränare för fyra olika lag i Allsvenskan: Mörrums GoIS IK, Halmstad Hammers, Nybro Vikings IF och Tingsryds AIF. Han har dessutom tränat ett antal Division I-klubbar: Hanhals HF, Mora IK, Tyringe SoSS och Kristianstads IK. Utöver detta har Tisell också tränat juniorlag, bl.a. Sveriges U18-lag med vilket han tog brons i VM 2005. Säsongerna 1998/1999 och 2006/2007 var han verksam som assisterande tränare i Elitserien för Leksands IF respektive Malmö Redhawks. 2017 tog han tränarjobb för det ungerska laget DVTK Jegesmedvék i Erste Liga och året därpå med det rumänska laget Gyergyói HK i samma liga. Inför säsongen 2019/2020 skrev han återigen kontrakt med Nybro Vikings där han blev kvar till hösten 2022 då han sades upp efter fyra raka förluster. Istället anställdes han av KRIF Hockey för att leda deras A-lag.

## Tränarkarriär
| Säsong  | Klubb                | Liga              | Roll                 | Kommentar           |
| ------- | -------------------- | ----------------- | -------------------- | ------------------- |
| 1987/88 | Nacka HK             | Division I        | Assisterande tränare |                     |
| 1988/89 | Nacka HK             | Division I        | Assisterande tränare |                     |
| 1989/90 | Mora IK J20          | J20               | Tränare              |                     |
| 1990/91 | Mora IK J20          | J20               | Tränare              |                     |
| 1991/92 | Hanhals HF           | Division I        | Huvudtränare         |                     |
| 1992/93 | Mora IK              | Division I        | Huvudtränare         |                     |
| 1993/94 | Mora IK              | Division I        | Tränare              |                     |
| 1994/95 | Mora IK              | Division I        | Tränare              |                     |
| 1995/96 | Bodens IK            | Division I        | Tränare              |                     |
| 1996/97 | Leksands IF J20      | J20 SuperElit     | Tränare              |                     |
| 1997/98 | Leksands IF J20      | J20 SuperElit     | Tränare              |                     |
| 1998/99 | Leksands IF          | Elitserien        | Assisterande tränare |                     |
| 1999/00 | Tyringe SoSS         | Division 1        | Huvudtränare         |                     |
| 2000/01 | Tyringe SoSS         | Division 1        | Huvudtränare         |                     |
| 2000/01 | Sverige U20          | JVM               | Assisterande tränare |                     |
| 2001/02 | Tyringe SoSS         | Division 1        | Huvudtränare         |                     |
| 2002/03 | Mörrums GoIS IK      | Allsvenskan       | Huvudtränare         |                     |
| 2003/04 | Halmstad Hammers HC  | Allsvenskan       | Huvudtränare         |                     |
| 2003/04 | Sverige U20          | JVM               | Assisterande tränare |                     |
| 2004/05 | Halmstad Hammers HC  | Allsvenskan       | Huvudtränare         |                     |
| 2004/05 | Sverige U18          | U18 VM            | Huvudtränare         |                     |
| 2005/06 | Nybro Vikings IF     | Hockeyallsvenskan | Huvudtränare         |                     |
| 2005/06 | Sverige U18          | U18 VM            | Huvudtränare         |                     |
| 2005/06 | Sverige U18          | U18 VM            | Huvudtränare         |                     |
| 2006/07 | Malmö Redhawks       | Elitserien        | Assisterande tränare |                     |
| 2008/09 | Tingsryds AIF        | Division 1        | Huvudtränare         |                     |
| 2009/10 | Tingsryds AIF        | Division 1        | Huvudtränare         |                     |
| 2010/11 | Tingsryds AIF        | Hockeyallsvenskan | Huvudtränare         | Uppsagd 18 november |
| 2011/12 | Kristianstads IK     | Division 1        | Huvudtränare         |                     |
| 2012/13 | Kristianstads IK     | Division 1        | Huvudtränare         |                     |
| 2013/14 | IF Troja-Ljungby J18 | J18 Elit          | Huvudtränare         |                     |
| 2013/14 | IF Troja-Ljungby J20 | J20 Elit          | Huvudtränare         |                     |
| 2014/15 | IF Troja-Ljungby J20 | J20 Elit          | Assisterande tränare |                     |
| 2017/18 | DVTK Jegesmedvék     | Erste Liga        | Huvudtränare         |                     |
| 2018/19 | Gyergyói HK          | Erste Liga        | Huvudtränare         |                     |
| 2019/20 | Gyergyói HK          | Erste Liga        | Lagkonsult           |                     |
| 2019/20 | Nybro Vikings IF     | Hockeyettan       | Huvudtränare         |                     |
| 2020/21 | Nybro Vikings IF     | Hockeyettan       | Huvudtränare         |                     |
| 2021/22 | Nybro Vikings IF     | Hockeyettan       | Huvudtränare         |                     |
| 2022/23 | Nybro Vikings IF     | Hockeyettan       | Huvudtränare         | Uppsagd 19 november |
| 2022/23 | KRIF Hockey          | Hockeyettan       | Huvudtränare         |                     |